# Фудбалски савез Јужног Судана
Фудбалски савез Јужног Судана (ФСЈС) је организација која управља фудбалом у Јужном Судану. Основан је у априлу 2011. године. Председник савеза је Оливер Мори Бенџамин, потпредседник Дуб Фоџ Џок, а генерални секретар је Андреа Уџика. У мају је формирана и фудбалска репрезентација.
КАФ је 8. фебруара 2012. узео у разматрање кандидатуру савеза за чланство, а коначна одлука је донесена 10. фебруара 2012. када је ФСЈС примљен у пуноправно чланство. У ФИФУ је примљен 25. маја 2012. на 62-ом конгресу ФИФА у Будимпешти, када је гласало 176 чланова ФИФА, а само 4 је гласало против.